# Warhammer : The Old World
 (mai 2023).
La mise en forme du texte ne suit pas les recommandations de Wikipédia : il faut le « wikifier ».
Les points d'amélioration suivants sont les cas les plus fréquents. Le détail des points à revoir est peut-être précisé sur la page de discussion.
- Les titres sont pré-formatés par le logiciel. Ils ne sont ni en capitales, ni en gras.
- Le texte ne doit pas être écrit en capitales (les noms de famille non plus), ni en gras, ni en italique, ni en « petit »…
- Le gras n'est utilisé que pour surligner le titre de l'article dans l'introduction, une seule fois.
- L'italique est rarement utilisé : mots en langue étrangère, titres d'œuvres, noms de bateaux, etc.
- Les citations ne sont pas en italique mais en corps de texte normal. Elles sont entourées par des guillemets français : « et ».
- Les listes à puces sont à éviter, des paragraphes rédigés étant largement préférés. Les tableaux sont à réserver à la présentation de données structurées (résultats, etc.).
- Les appels de note de bas de page (petits chiffres en exposant, introduits par l'outil «  Source ») sont à placer entre la fin de phrase et le point final[comme ça].
- Les liens internes (vers d'autres articles de Wikipédia) sont à choisir avec parcimonie. Créez des liens vers des articles approfondissant le sujet. Les termes génériques sans rapport avec le sujet sont à éviter, ainsi que les répétitions de liens vers un même terme.
- Les liens externes sont à placer uniquement dans une section « Liens externes », à la fin de l'article. Ces liens sont à choisir avec parcimonie suivant les règles définies. Si un lien sert de source à l'article, son insertion dans le texte est à faire par les notes de bas de page.
- La présentation des références doit suivre les conventions bibliographiques. Il est recommandé d'utiliser les modèles {{Ouvrage}}, {{Chapitre}}, {{Article}}, {{Lien web}} et/ou {{Bibliographie}}. Le mode d'édition visuel peut mettre en forme automatiquement les références.
- Insérer une infobox (cadre d'informations à droite) n'est pas obligatoire pour parachever la mise en page.

Pour une aide détaillée, merci de consulter Aide:Wikification.
Si vous pensez que ces points ont été résolus, vous pouvez retirer ce bandeau et améliorer la mise en forme d'un autre article.
Warhammer : The Old World est un jeu de figurines créé et produit par l'entreprise britannique Games Workshop. L'univers est une "branche parallèle" de Warhammer, autre univers de cette entreprise qui a été discontinué en 2015 au profit de Age of Sigmar.
En novembre 2019, Games Workshop annonce Warhammer : The Old World.

## Développement et univers
En 2015, Games Workshop annonce la fin de l'univers Warhammer Battles et le remplace par Age of Sigmar, sa suite. L'année suivante, les jeux vidéo Total War : Warhammer et Warhammer : Vermintide montrent pourtant l'engouement qu'avaient les fans pour l'univers médiéval-fantastique, ce qui se confirmera les années suivantes.
Lorsque Warhammer : The Old World est annoncé, un certain doute demeure quant à la chronologie. Il est finalement révélé que l'univers prendra place sur une période de 200 ans, couvrant la Grande Guerre contre le Chaos et le Siège de Praag, en amont de l'arrivée du seigneur Asavar Kull.
Ainsi, les factions disponibles dans The Old World seront familières mais différentes de celles connues dans Warhammer Battles et Age of Sigmar.

### Factions
The Old World reprendra certaines races majeures de Warhammer Battles, et en développera d'autres qui n'étaient parfois que mentionnées.
- L'Empire des Hommes : contrairement à sa version de Warhammer Battles, il s'agit ici d'une confédération de provinces, royaumes et cité-états. Sa fragmentation politique permet la présence de sous-factions comme la baronnie de Westerland, le Grand Comté de l'Osterland, la Principauté du Reikland ou encore du Grand Duché de Talabec.
- Bretonnie : les chevaliers et pays de l'ouest seront ici menés par Louen Tueur d'Orcs.
- Rois des Tombes : d'inspiration de l'ancienne Egypte, les squelettes de Khemri sont menés par d'anciens prêtres-rois.
- Kislev : cette nation humaine se situe au nord de l'Empire, et fait tampon avec les Désolations du Chaos. D'inspiration russe, ces guerriers sont dirigés par un tsar ou une tsarine.
- Peaux-Vertes : composées d'Orcs et de Gobelins, les nombreuses hordes du Vieux Monde menacent particulièrement la Bretonnie et l'Empire.
- Haut-Elfes : si Warhammer : The Old World se concentre particulièrement sur le continent éponyme, Games Workshop a confirmé la présence des Haut-Elfes d'Ulthuan.
- Elfes Sylvains : régnant sur les forêts du Sud de la Bretonnie, ces Elfes sont de redoutables archers, et alliés avec de nombreuses créatures sauvages.
- Guerriers du Chaos : les légions des Dieux Sombres descendent sur les factions de l'Ordre depuis les Désolations du Chaos pour y semer la destruction.
- Hommes-Bêtes : maudits et rejetés par tous, les mutants du Vieux Monde se réunissent en bandes dans les sombres forêts.
- Nains : isolationnistes des montagnes, les Royaumes Nains ont la mémoire longue, et la rancune tenace.
En plus de ces factions qui bénéficieront de nouvelles figurines et de règles mises à jour, Games Workshop a indiqué que certaines races auront également de nouvelles règles via mises gratuitement en ligne.

## Système de jeu
Si certaines armées mises à jour bénéficient de livres d'armées physiques, des factions plus anciennes sont jouables avec des règles disponibles gratuitement en ligne.

## Produits de la gamme
En mai 2023, Games Workshop révèle les deux premiers modèles de la nouvelle gamme : un roi des tombes pour Khemri et un paladin de la Bretonnie. Par ailleurs, l'entreprise anglaise explique que les anciennes armées utilisées pour Warhammer Battles pourront toujours être utilisées, avec des règles mises à jour.